# Rybná nad Zdobnicí
Rybná nad Zdobnicí là một làng thuộc huyện Rychnov nad Kněžnou, vùng Královéhradecký, Cộng hòa Séc.